# 学校法人PL学園
学校法人PL学園（がっこうほうじんピーエルがくえん）は、大阪府富田林市に本部を置く学校法人。

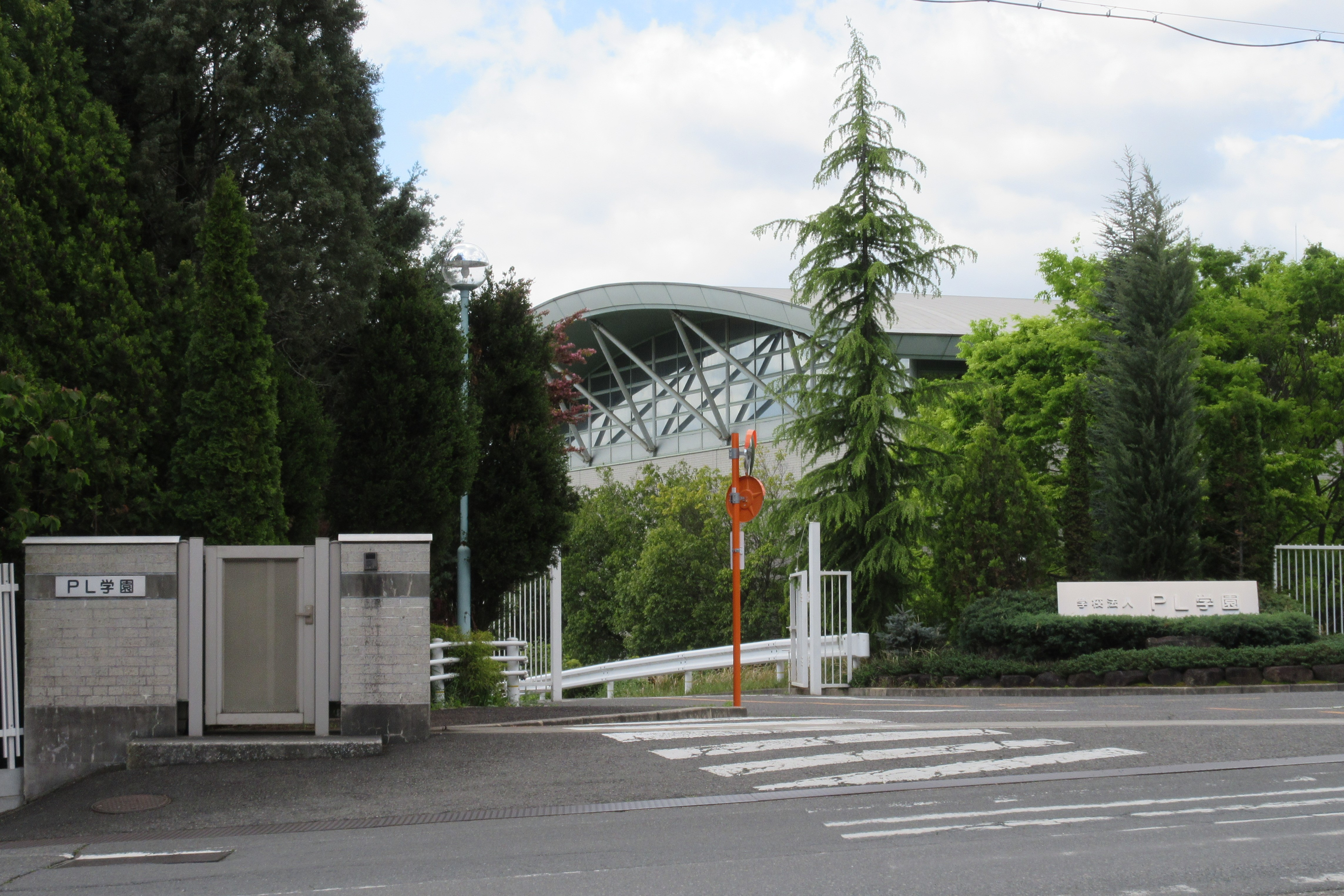
PL学園正門

パーフェクト リバティー教団が母体となり、同教団の掲げる理想を具体化した教育をおこなうことを目的として設立された。
同一敷地内に学校法人本部、専門学校、中学校・高等学校、小学校、幼稚園を併設する。

## 設置校
- PL学園衛生看護専門学校
- PL学園中学校・高等学校
- PL学園小学校
- PL学園幼稚園
- PL学園女子短期大学（1974年設立-2009年閉校）

## 沿革

### 年表
- 1955年 - PL学園高等学校設立。
- 1959年 - PL学園中学校設立。
- 1964年 - PL学園小学校設立。
- 1965年 - PL学園幼稚園設立。
- 1974年 - PL学園女子短期大学設立。
- 1977年 - PL学園衛生看護専門学校設立。
- 2009年 - PL学園女子短期大学廃止。

## 所在地
- 大阪府富田林市喜志2055